# Luís Filipe (książę Bragança)
Ludwik Filip, książę Bragança, książę Beira, port. Luís Filipe Maria Carlos Amélio Fernando Victor Manuel António Lourenço Miguel Rafael Gabriel Gonzaga Xavier Francisco de Assis Bento de Bragança Orleães Sabóia e Saxe-Coburgo-Goth (ur. 21 marca 1887 w Lizbonie, zm. 1 lutego 1908 w Lizbonie) – książę portugalski, następca tronu od 1889, syn króla Karola I i królowej Amelii Orleańskiej.

## Życiorys
Od momentu wstąpienia swojego ojca na tron (19 października 1889) do swojej śmierci był następcą tronu Portugalii. W 1907 był regentem w czasie, kiedy król przebywał poza krajem. W tym samym roku odwiedził portugalskie kolonie w Afryce.
Zginął razem ze swoim ojcem, w zamachu na rodzinę królewską, dokonanym przez dwóch radykalnych republikanów (Alfredo Costa i Manuela Buiça). Król Karol poniósł śmierć na miejscu, następca tronu zmarł po dwudziestu minutach mimo udzielonej pomocy lekarskiej. Ponieważ przeżył ojca to - mimo tak krótkiego czasu - pojawiały się opinie by uznać go za prawowitego króla, jednakże ponieważ nie został ogłoszony królem przez parlament, formalnie za króla uznany nie został. Został pochowany obok ojca w Królewskim Panteonie Dynastii Braganza, w klasztorze São Vicente de Fora, w Lizbonie.
Tron przypadł młodszemu bratu księcia – Manuelowi II (także rannemu w zamachu). Dwa lata później Manuel II, ostatni król Portugalii, abdykował.